# Вальбах (Тюрингия)
Вальбах (нем. Wallbach) — община в Германии, в земле Тюрингия.
Входит в состав района Шмалькальден-Майнинген. 

## История
Вальбах впервые упоминается в документе в 1230 году. До 1480 года это место принадлежало Вюрцбургскому эксклаву Майнинген.
С 1995 по 2018 год подчинялся управлению Вазунген-Амт Занд. 

## Население
Население составляет 352 человека (на 31 декабря 2010 года). Занимает площадь 5,07 км².